# Calamopteryx goslinei
Calamopteryx goslinei är en fiskart som beskrevs av Böhlke och Cohen, 1966. Calamopteryx goslinei ingår i släktet Calamopteryx och familjen Bythitidae. Inga underarter finns listade.